# Milton Acorn
Milton Acorn (ur. 30 marca 1923 w Charlottetown (kanadyjska Wyspa Księcia Edwarda), zm. 20 sierpnia 1986 tamże) – kanadyjski poeta i dziennikarz o lewicowych poglądach.
Z wykształcenia cieśla. Ranny w czasie II wojny światowej utrzymywał się z renty. Od 1952 pisał do magazynu New Frontiers. Pierwszy tomik wierszy In Love and Anger wydał własnym staraniem w 1956 w Montrealu.
W latach 1960-1962 wydawał niewielki magazyn Moment. Jego współpracowniczką była Gwendolyn MacEwen, którą poślubił w 1962. W 1963 wydawnictwo Contact Press wydało jego tomik Jawbreakers. Od połowy lat 60 XX wieku Acorn był uznanym kanadyjskim poetą, członkiem społeczności literackiej.
Gdy w 1969 jego pierwszy większy zbiór wierszy I've Tasted My Blood nie otrzymał Governor General's Award inni poeci nagrodzili go specjalną nagrodą People's Poet Award, w uznaniu jego umiejętności pisarskich oraz zaangażowania w sprawy narodowe i społeczne.
Mieszkał w Vancouver, Toronto i Montrealu, pod koniec życia wrócił do Charlottetown. Zmarł z powodu chorób serca i powikłań cukrzycowych.

## Dzieła
Poezje:
- Jawbreakers, 1963
- I've Tasted My Blood, 1969
- I Shout Love, and On Shaving off His Beard, 1971
- More Poems for People, 1972
- The Island Means Minago, 1975
- Jackpine Sonnets, 1977
- Captain Neal MacDougal and the Naked Goddess, 1982
- Dig Up My Heart, 1983